# Hermann Eder
Hermann Eder (* 21. Dezember 1879 in Ingolstadt; † 4. Juni 1953 in Augsburg) war ein deutscher Polizeibeamter.

## Leben und Werk
Er stammte aus Ingolstadt und trat nach dem Abitur 1898 am Wilhelmsgymnasium München und einem anschließenden Jurastudium 1908 als Akzessist in den bayerischen Staatsdienst. 1911 wurde er als Assessor im Bezirksamt Schrobenhausen eingesetzt. 1914 erhielt er die Einberufung zum Kriegsdienst. 1918 kehrte er als Hauptmann der Reserve nach einer Verwundung zurück. 1918 trat er in den Dienst der Polizeidirektion München. Dort wurde er später zum Regierungsrat befördert. In dieser Zeit gehörte er von 1921 bis 1923 der BVP an. Ab 1927 wurde er als Bezirksoberamtmann und Vorstand im Bezirksamt Gemünden eingesetzt. Ab 1929 nahm er an der Einrichtung der Staatspolizei in Würzburg teil und übernahm dort die Leitung der neuen Polizeidirektion. 1930 erhielt er den Amtstitel Polizeidirektor.
Im März 1936 wurde Hermann Eder von Würzburg als Oberregierungsrat zur Regierung von Schwaben und Neuburg versetzt. Am 14. Juni 1937 beantragte er die Aufnahme in die NSDAP und wurde rückwirkend zum 1. Mai desselben Jahres aufgenommen (Mitgliedsnummer 5.042.832). Nach Beginn des Zweiten Weltkrieges kehrte er kurzzeitig als Regierungsdirektor nach Würzburg zurück, wurde dann nach München und letztendlich ab Juni 1940 zur Regierung Augsburg abgeordnet. 
In Augsburg wurde Hermann Eder nach Kriegsende aus dem Staatsdienst entlassen und 1947 im Entnazifizierungsverfahren als Mitläufer (Gruppe IV) eingestuft und 1948 erneut in den Staatsdienst übernommen, aber gleichzeitig als Oberregierungsrat pensioniert.